# Справжня Маккой
«Справжня Маккой» — кінофільм. Перегляд дітям рекомендується від 13 років спільно з батьками.

## Сюжет
Карен Маккой (Кім Бейсінгер) – талановита спеціалістка з пограбування банків. За це вона потрапляє до в’язниці на шість років. Вийшовши на волю, Карен намагається розпочати нове життя, але злочинний світ не збирається її відпускати і шантажем примушує Маккой узятися за останню справу… Непоганий мелодраматичний трилер з незвичною роллю Бесінгер.

## У ролях
- Кім Бейсінгер — Карен Маккой
- Вел Кілмер — Баркер
- Теренс Стемп — Джек Шмідт
- Гейлард Сартейн — Гері Бакнер